# عملات مئوية الرحلة الأولى التذكارية
عملات مئوية الرحلة الأولى التذكارية هي سلسلة عملات تذكارية أصدرتها دار سك العملة الأمريكية في عام 2003، وهي عملات نصف دولار ودولار وعملة النسر (10 دولارات) بمناسبة ذكرى مئوية أول رحلة طيران وأول طائرة تعمل بالطاقة وهي رايت فلاير. أصدرت العملات بموجب القانون العام 105-124.

## نصف دولار
| نصف دولار مئوية الرحلة الأولى | نصف دولار مئوية الرحلة الأولى |
| ----------------------------- | ----------------------------- |
|                               |                               |
| الوجه                         | الظهر                         |

سكت أول عملة نصف دولار المئوية من النحاس المغطى بالنيكل. على وجه العملة نصب الأخوين رايت التذكاري ‏ وعلى الظهر صورة طائرة رايت فلاير وهي تقوم برحلتها التاريخية. تمت الموافقة على سك 750.000 عملة نصف دولار، منها 109.710 إصدار خاصة و57.122 عملة معدنية غير متداولة سكت جميعها في دار سك فيلادلفيا.

## دولار فضي
| عملة دولار فضي مئوية الرحلة الأولى | عملة دولار فضي مئوية الرحلة الأولى |
| ---------------------------------- | ---------------------------------- |
|                                    |                                    |
| الوجه                              | الظهر                              |

سكت عملة الدولار الفضي الأولى من الفضة بنسبة 90% والنحاس بنسبة 10%، وهو ما يشبه تركيب عملة الدولار القياسي حتى عام 1935. على الوجه صورة الأخوين رايت وعلى الظهر صورة طائرة رايت فلاير فوقها، الكثبان الرملية في كيل ديفل هيلز (كارولاينا الشمالية). سمح القانون العام 105-124 بإصدار 500,000 عملة دولار فضي منها 190,240 خاصة و53533 قطعة نقدية غير متداولة تم إنتاجها في سكت جميعها في دار سك فيلادلفيا.

## نسر ذهبي
| عملة النسر الذهبي مئوية الرحلة الأولى | عملة النسر الذهبي مئوية الرحلة الأولى |
| ------------------------------------- | ------------------------------------- |
|                                       |                                       |
| الوجه                                 | الظهر                                 |

أصدرت عملة 10 دولار مكونة من 90% ذهب، و6% فضة، و4% نحاس، على ظهرها نسر. كانت هذه هي المرة الأولى التي تصدر فيها عملة نسر بهذه السبيكة منذ عام 1985، أصدرت مرة أخرى في 2019 وكانت هذه المرة الأخيرة.α على وجه العملة أورفيل وويلبر رايت، وعلى الظهر نسرًا يحلق فوق صورة رايت فلاير. تمت الموافقة على سك 100.000 عملة نسر ذهبي، منها 21.676 إصدار خاص و10.009 عملات معدنية غير متداولة سكت جميعها في دار سك فيلادلفيا.